# Relações internacionais da Palestina

Brasão da Autoridade Nacional Palestina

As relações exteriores da Autoridade Nacional Palestina surgiram com a Declaração de Independência da Palestina, que levou ao reconhecimento do país por 109 estados e ao renomeamento da missão da ONU de PLO para "Palestina". Após a formação da Autoridade Palestina, muitos países trocaram embaixadas e delegações com ela.
Alguns países (como Canadá e Reino Unido) tinham relações com a ANP mas não reconhecem o Estado da Palestina.

## Países que reconhecem o estado da Palestina

Reconhecedores do Estado da Palestina destacados em verde escuro.

De 109 a 116 países reconhecem o Estado da Palestina, e 12 países possuem alguma forma de estatuto diplomático ou delegação palestina, porém não dando total reconhecimento.
A lista seguinte está em ordem alfabética por região.

### Liga Árabe
1. Arábia Saudita
2. Argélia
3. Bahrein
4. Comores
5. Djibuti
6. Egito
7. Emirados Árabes Unidos
8. Iêmen
9. Iraque
10. Jordânia
11. Kuwait
12. Líbano
13. Líbia
14. Mauritânia
15. Marrocos
16. Omã
17. Catar
18. Somália
19. Sudão
20. Tunísia
21. Síria

### África
1. Angola
2. Benim
3. Botswana
4. Burquina Fasso
5. Burundi
6. Cabo Verde
7. Camarões
8. Chade
9. Etiópia
10. Gabão
11. Gâmbia
12. Gana
13. Guiné
14. Guiné-Bissau
15. Guiné Equatorial
16. Madagáscar
17. Mali
18. Ilhas Maurícias
19. Moçambique
20. Namíbia
21. Níger
22. Nigéria
23. República Centro-Africana
24. República do Congo
25. República Democrática do Congo
26. Ruanda
27. São Tomé e Príncipe
28. Senegal
29. Seicheles
30. Serra Leoa
31. Essuatíni
32. Tanzânia
33. Togo
34. Uganda
35. Zâmbia
36. Zimbabwe

### Ásia
1. Afeganistão
2. Brunei
3. Butão
4. Camboja
5. China
6. Coreia do Norte
7. Filipinas
8. Índia
9. Indonésia
10. 🇮🇷 Irã
11. Laos
12. Malásia
13. Maldivas
14. Mongólia
15. Nepal
16. Paquistão
17. Sri Lanka
18. 🇻🇳Vietnã

### Europa
1. Albânia
2. Áustria
3. Bielorrússia
4. Bósnia e Herzegovina[2]
5. Bulgária
6. Chipre
7. Hungria
8. Malta
9. Montenegro[3]
10. Polónia
11. Chéquia
12. Roménia
13. Rússia
14. Suécia
15. Sérvia[4]
16. Turquia
17. Ucrânia
18. Vaticano
19. Portugal [5]
20. Espanha [6]
21. Reino Unido [7]
22. Irlanda [8]
23. Itália [9]
24. Grécia [10]

### Américas
1. Argentina[11]
2. Bolívia[12]
3. Brasil[11]
4. Costa Rica[13]
5. Cuba
6. República Dominicana
7. Equador[12]
8. El Salvador
9. Guiana
10. Honduras
11. Paraguai
12. Peru
13. Nicarágua
14. Venezuela
15. Chile[14]

### Oceania
1. Vanuatu

## References
1. ↑  «Palestinian National Authority: International Recognition of the State of Palestine». Consultado em 4 de abril de 2006. Arquivado do original em 4 de abril de 2006
2. ↑  «Palestinian embassy in Bosnia and Herzegovina». Consultado em 20 de novembro de 2008. Arquivado do original em 27 de setembro de 2007
3. ↑  «Ministar inostranih poslova Miodrag Vlahović primio ambasadora Palestine u Beogradu Mohameda Nabhana». Consultado em 4 de abril de 2006. Arquivado do original em 4 de abril de 2006
4. ↑  «FOREIGN DIPLOMATIC&CONSULAR MISSIONS ON RESIDENTAL AND NONRESIDENTAL BASIS». Consultado em 20 de novembro de 2008. Arquivado do original em 10 de dezembro de 2008
5. ↑  «Portugal Reconhece a Palestina sem Contrapartidas». obloghumanista.blogspot.pt. Consultado em 9 de dezembro de 2016
6. ↑  «Espanha reconhece Palestina independente | Maisfutebol.iol.pt | Paixão Pura». Maisfutebol
7. ↑  «Parlamento britânico reconhece Estado da Palestina». www.jornalnoticias.co.mz. Consultado em 9 de dezembro de 2016
8. ↑  «Irlanda se soma a outros Estados após reconhecimento da Palestina». Terra
9. ↑  «Deputados italianos aprovam reconhecimento da Palestina - Itália». ANSA.it. 27 de fevereiro de 2015
10. ↑  «Grécia aprova reconhecimento do Estado palestiniano». Observador. Consultado em 9 de dezembro de 2016
11. 1 2  Após Brasil, Argentina reconhece Estado palestino com fronteiras de 1967
12. 1 2  Após Bolívia, Equador também reconhece Estado palestino
13. ↑  «Associated Press: Costa Rica recognizes 'Palestine'». Consultado em 20 de novembro de 2008. Arquivado do original em 24 de março de 2008
14. ↑  «Cópia arquivada». Consultado em 7 de janeiro de 2011. Arquivado do original em 12 de janeiro de 2011